# Ludvig 10. af Frankrig
Ludvig 10. (fransk: Louis X), kaldet Ludvig den Stridbare (fransk: Louis le Hutin), (4. oktober 1289 – 5. juni 1316) var konge af Navarra fra 1305 til 1316 og konge af Frankrig fra 1314 til 1316.